# Marcelina Zuber
Marcelina Ewa Zuber – polska socjolog, dr hab. nauk społecznych, adiunkt Instytutu Socjologii i prodziekan Wydziału Nauk Społecznych Uniwersytetu Wrocławskiego.

## Życiorys
24 października 1997 obroniła pracę doktorską Społeczny wymiar eksperymentu w konstruktywistycznej koncepcji socjologii nauki, 24 października 2014 habilitowała się na podstawie pracy zatytułowanej Jednotematyczny cykl publikacji pod tytułem: Nauka jako przedmiot zainteresowania badaczego nieklasycznej socjologii wiedzy. Objęła stanowisko adiunkta w Instytucie Socjologii, oraz prodziekana na Wydziale Nauk Społecznych Uniwersytetu Wrocławskiego.
Jest członkiem Komitetu Naukoznawstwa Polskiej Akademii Nauk.